# ТЕС Нонгчок
13°48′52″ пн. ш. 100°48′26″ сх. д. / 13.81444° пн. ш. 100.80722° сх. д.
ТЕС Нонгчок  – колишня теплова електростанція у Таїланді, яка знаходилась на східній околиці столичної агломерації.
У 1995 році на майданчику ТЕС ввели в дію чотири встановлені на роботу у відкритому циклі газові турбіни Mitsubishi потужністю по 122 МВт. 
Як засвідчують дані геоінформаційних систем, станом на 2002 рік на майданчику ТЕС Нонгчок  вже знаходилось лише три турбіни (можливо відзначити, що у Таїланді була поширена практика переміщення газових турбін між електрогенеруючими майданчиками, зокрема, в першій половині 2000-х на ТЕС Лан Крабу монтували чергову турбіну потужністю 122 МВт).
Не пізніше 2013 року всі турбіни ТЕС Нонгчок були демонтовані, причому одну з них у 2012-му тайський уряд подарував сусідній М’янмі, яка переживала енергетичну кризу. В 2014-му вона почала роботу на ТЕС Йвама. 
Станція була розрахована на використання нафтопродуктів, проте вже у 1996-му через район Нонгчок пройшов газопровід Бангпаконг – Вангной.
Власником станції була державна електроенергетична корпорація Electric Generating Authority of Thailand (EGAT).